# Heinz Lehmann
Heinz Gerhard Lehmann (Königsberg, 20 ottobre 1921 – Berlino, 8 giugno 1995) è stato uno scacchista tedesco.
Ha ottenuto il titolo di Maestro internazionale nel 1961 e di Grande maestro ad honorem nel 1992.

## Principali risultati
Nel 1956 ha vinto il campionato di Berlino Ovest. Nel 1957 ha ottenuto il bronzo individuale nel campionato europeo a squadre.
Nel 1958 ha vinto il torneo open di Malta e si è classificato secondo nel Festival di San Benedetto del Tronto. Nel 1962 è stato secondo nel torneo di Capodanno di Reggio Emilia, dietro ad Alberto Giustolisi. Nel 1968 ha vinto i tornei di Olot in Spagna e di Stary Smokovec. Nel 1976 ha vinto l'oro di squadra nella Coppa europea di scacchi per club.
Ha ottenuto il suo più alto rating FIDE in luglio 1971, con 2425 punti Elo.